# Limnophora formosa
Limnophora formosa este o specie de muște din genul Limnophora, familia Muscidae, descrisă de Shinonaga și Huang în anul 2007.
Este endemică în Taiwan. Conform Catalogue of Life specia Limnophora formosa nu are subspecii cunoscute.